# Tranvia di Siviglia
La tranvia di Siviglia, definita commercialmente MetroCentro, è una breve linea tranviaria che serve il centro storico della città di Siviglia.

## Storia
Il primo tronco entrò in servizio il 28 ottobre 2007. Il 15 aprile 2011 venne estesa fino al capolinea di San Bernardo.

## Caratteristiche
La linea è lunga 2,2 km e conta 5 fermate, diventeranno 9 alla fine dell'ampliamento.